# Freeport, Bahamas
Freeport är en stad, frihandelszon och ett distrikt i Bahamas på ön Grand Bahama, belägen cirka 160 km ostnordost om Fort Lauderdale, Florida. Staden är den näst största i Bahamas. 
År 1955 var Wallace Groves, en finansiär från Virginia, med timmerintressen på ön, han beviljades 200 km² av Bahamas med omfattande delar av träsk och buskvegetation av Bahamas regering med mandat att ekonomiskt utveckla området. Staden har vuxit till det näst folkrikaste staden i Bahamas (26 910 år 2000) efter huvudstaden Nassau. Den viktigaste flygplatsen som betjänar staden är Grand Bahama International Airport. 
Grand Bahama Port Authority (GBPA) driver ett frihandelsområde, enligt Hawksbill Creek avtalet, som undertecknades i augusti 1955 där Bahamas regeringschefer enades om att företag i Freeport-området inte betalar någon skatt innan 2054. Det område som nu gäller har utökats till 56 000 hektar (558 km²). 

## Historia
Freeport är en 600 km² frihandelszon på Grand Bahama Island, som inrättades 1955 av regeringen i Bahamas. Staden Freeport byggdes fram ur ett land område bestående av 200 km² kärr och annan mindre bra mark för att bli ett kosmopolitiskt center.  

## Geografi
Freeport är strategiskt beläget bara 105 km utanför Palm Beach, Florida och på de stora EW - NS farlederna. Staden är placerad som ett idealiskt centrum för internationella affärer. Följaktligen, ett växande antal internationella företag använder Freeport som sin plats för verksamheten. 

### Klimat
Freeport har ett subtropiskt klimat med milda vintrar. Sällan blir temperaturen under 16° C. Medeltemperaturen ligger på cirka 80° F med vattentemperaturen aldrig understiger 72° F. Vintrarna är vanligtvis ganska kalla och torra (med undantag för vissa regn, tack vare kallfronter), medan somrarna vanligtvis är varma och fuktiga.

## Ekonomi
Turism, som toppade över en miljon besökare per år, men har betydligt minskat sedan 2004 det år då två stora orkaner träffade ön. En stor del av turistnäringen är centrerad på förorten vid havet Lucaya. Staden är ofta marknadsförs som "Freeport / Lucaya". De flesta hotell på ön ligger längs den södra stranden som vetter mot nordväst Providence Channel. Primära shoppingställen för turister inkluderar International Bazaar nära centrumet i Freeport och Port Lucaya på Salutorget i Lucaya.

## Nationalparker
Rand Nature Centre (uppkallat efter sin grundare James Rand), Petersons Cay är en liten ö cirka 300 meter utanför stranden av Grand Bahama och Lucayan. Nationalparken grundades av Peter Barratt en före detta arkitekt och stadsplanerare av Freeport. Lucayans nationalpark är 0,16 km² stor i omfattning och omfattar fem ekologiska zoner som sträcker sig från södra stranden och lite längre bort. Det finns en omfattande undervattensgrotta med stora grottsystem under parken. 

## Kända personer med anknytning till staden
- Justin Hill - brittisk författare
- Janine Antoni - konceptuell konstnär
- Sebastian Bach - Skid Row sångaren